# Meerssen
Meerssen (anhörenⓘ) (deutsch Meersen) ist eine Gemeinde in der niederländischen Provinz Limburg. Sie besteht aus der Ortschaft Meerssen mit etwa 5.665 Einwohnern, dem Dorf Bunde mit etwa 5.415 Einwohnern und den kleineren Ansiedlungen Geulle, dem ehemaligen Kirchdorf Rothem und Ulestraten.
Meerssen liegt unweit der Einmündung des Flusses Geul in die Maas, nur wenige Kilometer nordöstlich Maastrichts und südlich des Maastricht Aachen Airports. In der Gemeinde liegen einige kleine Wälder, die unter Naturschutz stehen. Der Tourismus ist wegen der eindrucksvollen Umgebung bedeutend.
In Meerssen leben viele in Maastricht arbeitende Pendler.

## Geschichte
Das Gebiet um Meerssen war bereits in vorrömischer Zeit besiedelt.
Hier bestand schon vor dem berühmten Teilungsvertrag ein bedeutender karolingischer Königshof, denn 847 hielten sich alle drei karolingischen Herrscher (Karl der Kahle, Lothar I. und Ludwig der Deutsche) hier auf, um Gesandtschaften an ausländische Könige und Grafen auf den Weg zu schicken, damit sich die drei fränkischen Reiche nicht mehr weiteren Angriffen ausgesetzt sehen sollten (Regesta Imperii I., 558ff.).
Am 8. August 870 wurde hier in "Marsana" der Vertrag über die Aufteilung Lotharingiens zwischen dem westfränkischen König Karl dem Kahlen und dem ostfränkischen König Ludwig dem Deutschen geschlossen (Regesta Imperii I., 1480 und MGH L 2.2., 251).
Den Besitz der Abtei Meerssen bestätigte Kaiser Otto III. 986 dem Kloster Saint-Rémi in Reims (Regesta Imperii II., 985).
Die heutige Meerssener Basilika zum Heiligen Sakrament, die auch als St. Bartholomäus-Basilika bezeichnet wird, ist wegen eines Blutwunders, das sich 1222 in der Kapelle des Meersseners Benediktinerklosters zugetragen haben soll, eine bekannte Wallfahrtskirche. Sie ist im 14. Jahrhundert im Stile der Maasgotik errichtet worden und wurde unter Leitung des Architekten Jos Cuypers in den 1930er Jahren instand gesetzt und erweitert.

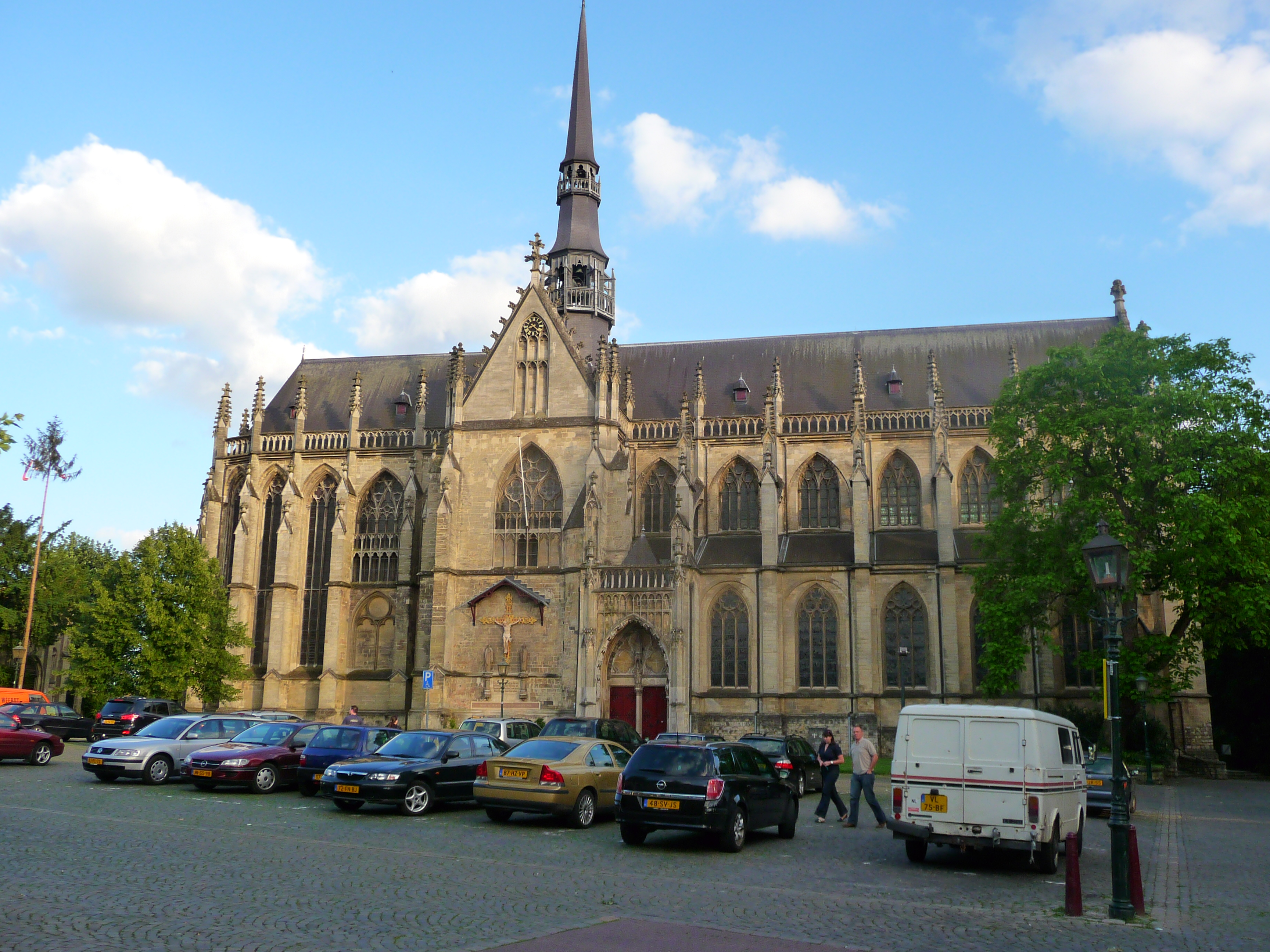
Basilika zum Heiligen Sakrament in Meerssen
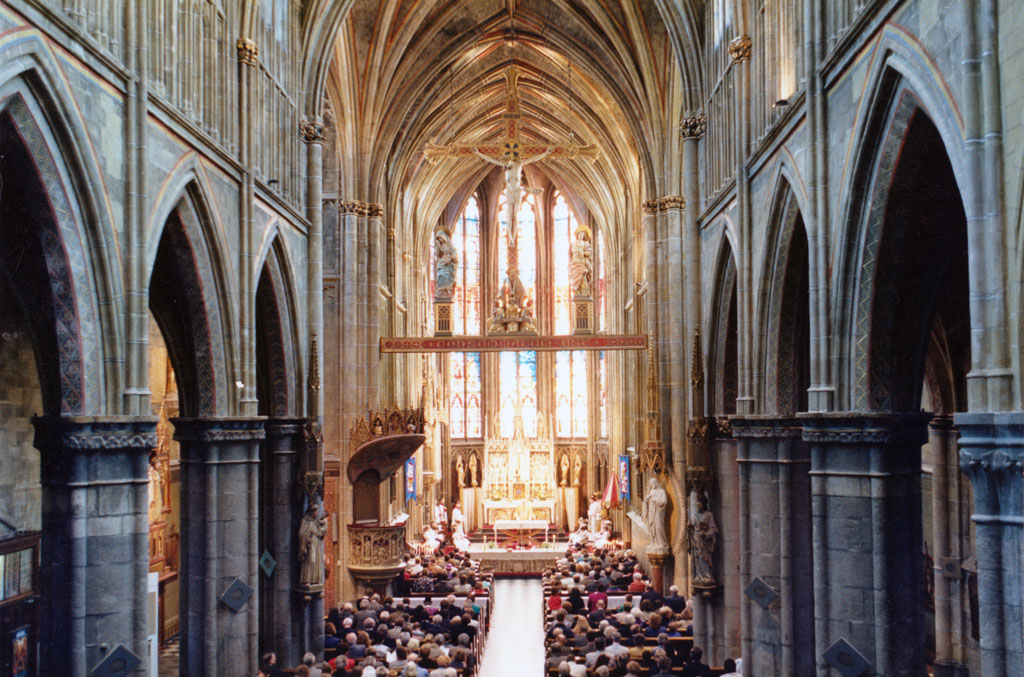
Inneres der Basilika zum Heiligen Sakrament
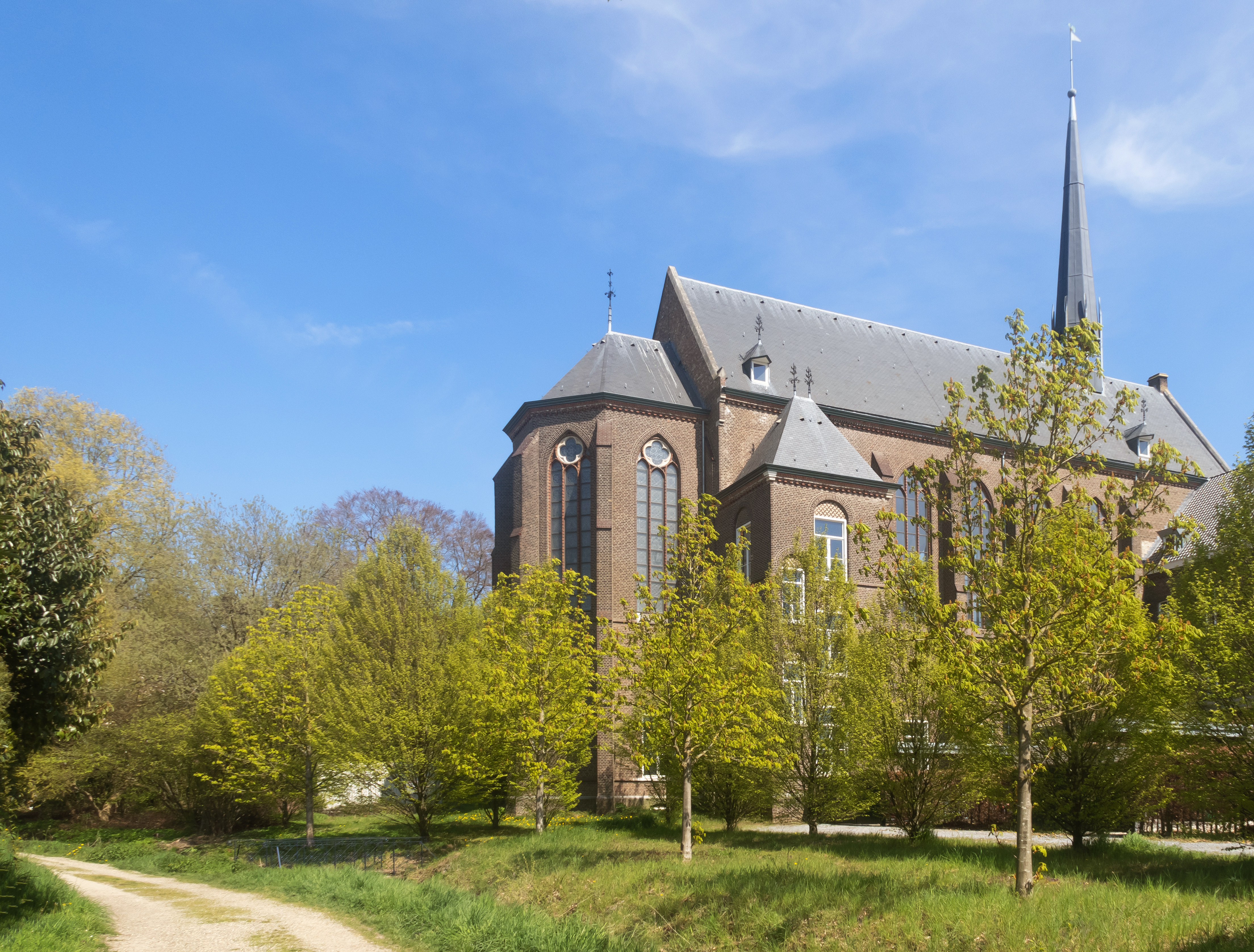
Bunde, Landhaus: Huize Overbunde
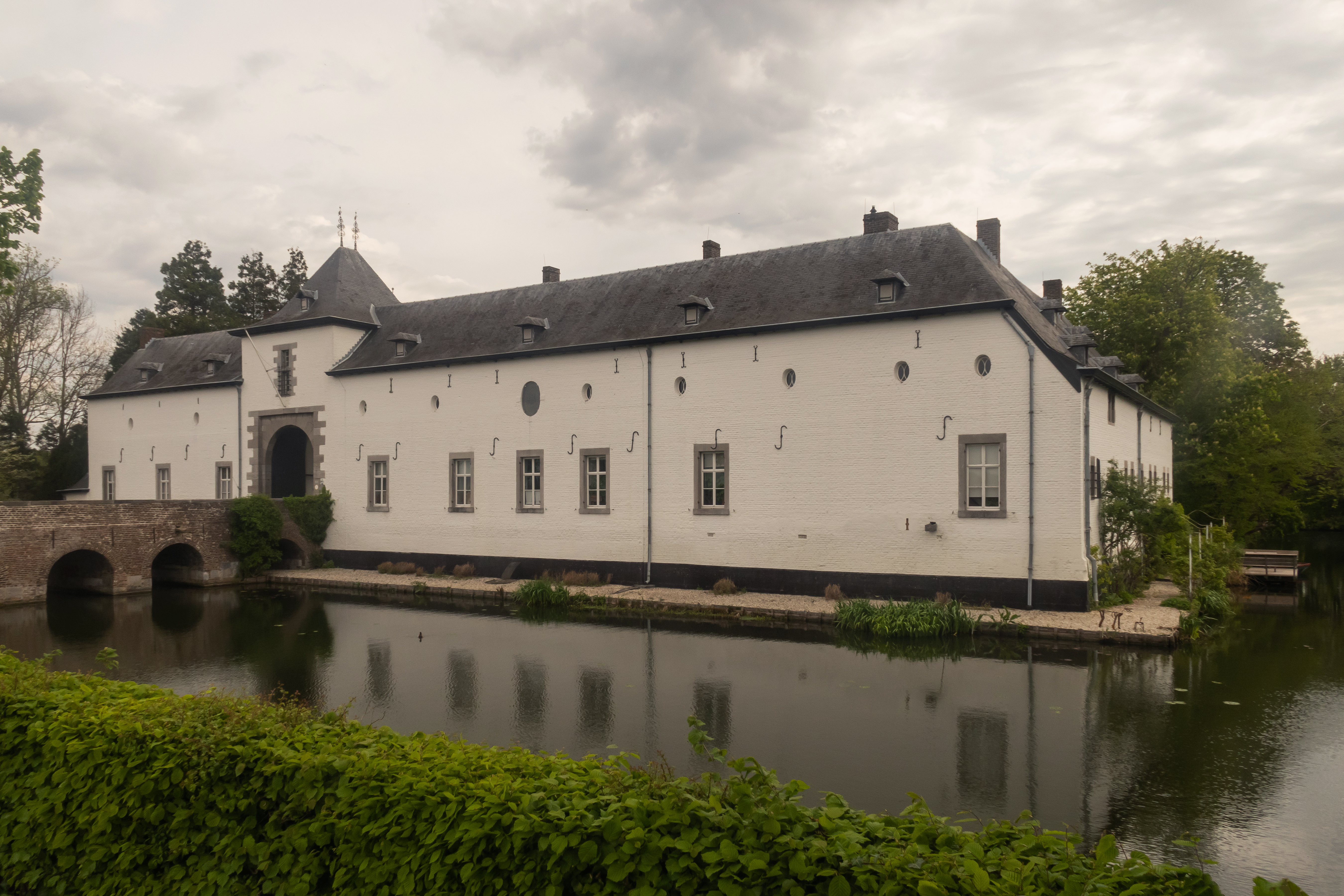
Geulle aan de Maas, Schloss: kasteel Geulle
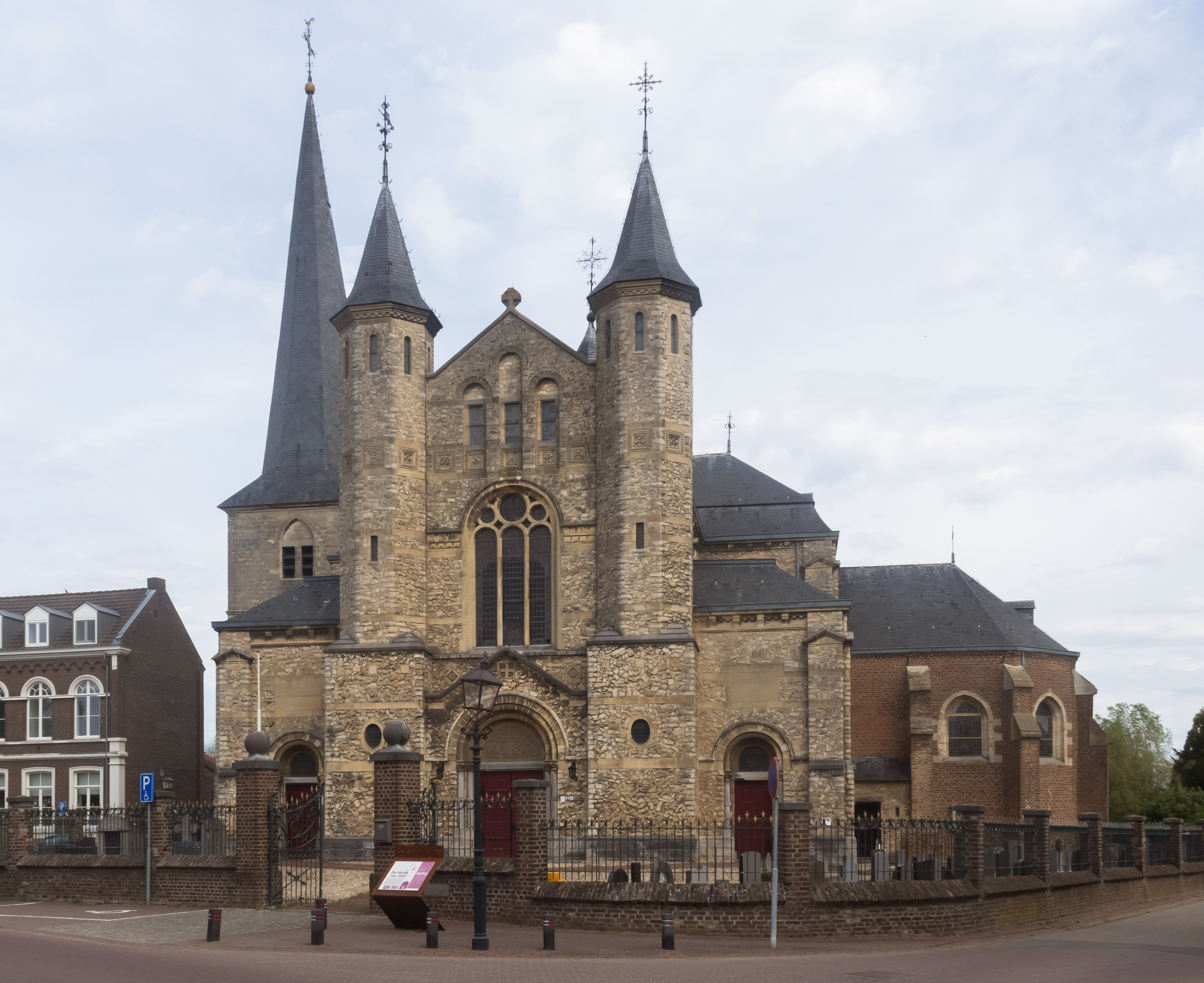
Geulle aan de Maas, Kirche: die Sint-Martinuskerk

## Politik

### Sitzverteilung im Gemeinderat
Der Gemeinderat wird seit 1981 folgendermaßen gebildet:
| Partei                | Sitze  | Sitze | Sitze | Sitze | Sitze | Sitze | Sitze | Sitze | Sitze | Sitze | Sitze |
| Partei                | 1981 a | 1986  | 1990  | 1994  | 1998  | 2002  | 2006  | 2010  | 2014  | 2018  | 2022  |
| --------------------- | ------ | ----- | ----- | ----- | ----- | ----- | ----- | ----- | ----- | ----- | ----- |
| Lokaal DNA b          | –      | –     | –     | 4     | 4     | 4     | 4     | 3     | 3     | 3     | 7     |
| BRUG-M                | –      | –     | –     | –     | –     | –     | –     | –     | 5     | 4     | 5     |
| KIJK!!! c             | –      | –     | –     | –     | –     | –     | –     | –     | 2     | 3     | 2     |
| CDA d                 | 3      | 3     | 8     | 5     | 5     | 7     | 6     | 2     | 1     | 3     | 2     |
| PGM Het Origineel     | –      | –     | –     | –     | –     | –     | –     | –     | –     | 2     | 1     |
| FOCUS                 | –      | –     | –     | –     | –     | –     | –     | –     | 4     | 2     | –     |
| VVD e                 | 2      | 3     | 3     | 4     | 5     | 6     | 5     | 3     | 2     | –     | –     |
| Partij Jo Dejong      | –      | –     | –     | –     | –     | –     | –     | 7     | –     | –     | –     |
| PvdA c                | 1      | 2     | 1     | 1     | –     | 2     | 2     | 2     | –     | –     | –     |
| GroenLinks c          | –      | –     | –     | –     | –     | 2     | 2     | 2     | –     | –     | –     |
| D66 c f               | 1      | –     | 0     | –     | –     | –     | –     | 2     | –     | –     | –     |
| Progressief Meerssen  | –      | –     | –     | –     | 3     | –     | –     | –     | –     | –     | –     |
| Lokaal Democraten g h | –      | 3     | 4     | 5     | 2     | –     | –     | –     | –     | –     | –     |
| Nieuw Meerssen h      | 4      | 3     | 3     | –     | –     | –     | –     | –     | –     | –     | –     |
| Geulle ’81 d          | 2      | 4     | –     | –     | –     | –     | –     | –     | –     | –     | –     |
| Samenwerking f        | –      | 1     | –     | –     | –     | –     | –     | –     | –     | –     | –     |
| Ulestraten ’81        | 1      | 0     | –     | –     | –     | –     | –     | –     | –     | –     | –     |
| Werkgroep ’81 f       | 2      | –     | –     | –     | –     | –     | –     | –     | –     | –     | –     |
| Fraktie de Vos g      | 1      | –     | –     | –     | –     | –     | –     | –     | –     | –     | –     |
| Lijst Vroemen g       | 1      | –     | –     | –     | –     | –     | –     | –     | –     | –     | –     |
| Groot Meerssen 1981 e | 1      | –     | –     | –     | –     | –     | –     | –     | –     | –     | –     |
| PPR                   | 0      | –     | –     | –     | –     | –     | –     | –     | –     | –     | –     |
| PSP                   | 0      | –     | –     | –     | –     | –     | –     | –     | –     | –     | –     |
| CPN                   | 0      | –     | –     | –     | –     | –     | –     | –     | –     | –     | –     |
| Gesamt                | 19     | 19    | 19    | 19    | 19    | 19    | 17    | 17    | 17    | 17    | 17    |

Anmerkungen

### Kollegium von Bürgermeister und Beigeordneten
Folgende Personen gehören zum Kollegium:
Bürgermeister
- Jacques Niederer (VVD) (kommissarisch; Amtsantritt: 1. Juli 2025)[1]

Beigeordnete
- Bjorn Molling (Lokaal DNA)
- Inge Smeets (Lokaal DNA)
- Vanessa de Rond (parteilos)
- Louk Bongarts (CDA)

Gemeindesekretär
- Jacques Eurlings

## Partnerstädte
Meerssen ist Mitglied von Douzelage, einer Vereinigung von jeweils einer Stadt je Staat der Europäischen Union.

## Töchter und Söhne der Gemeinde
- Charles Eyck (1897–1983), bildender Künstler
- Jef Lahaye (1932–1990), Radrennfahrer
- Maria van der Hoeven (* 1949), christdemokratische Politikerin
- Erik Meijer (* 1969), Fußballspieler
- Jules van Dongen (* 1990), US-amerikanischer Dartspieler
- Thomas van Bommel (* 2002), Fußballspieler
- Ruben van Bommel (* 2004), Fußballspieler

## Verkehr
Meerssen ist von Maastricht per Eisenbahn oder über die Autobahn A79 zu erreichen; auch von Heerlen verkehren direkte Züge. Der Bahnhof des Ortes liegt an der Bahnstrecke Aachen–Maastricht.
| Linie | Verlauf | Takt                                      | Betreiber        |
| ----- | --- | ----------------------------------------- | ---------------- |
| RE 18 | LIMAX: Aachen Hbf – Aachen West – Herzogenrath – Eygelshoven Markt – Landgraaf – Heerlen – Valkenburg – Meerssen – Maastricht – Maastricht Randwyck – Eijsden – Visé – Bressoux – Liège-Guillemins Stand: Fahrplanwechsel Juni 2024 | 30 min 60 min Maastricht–Liège-Guillemins | Arriva Nederland |
| RS15  | Arriva Stoptrein: Maastricht Randwyck – Maastricht – Meerssen – Houthem-Sint Gerlach – Valkenburg – Schin op Geul – Klimmen-Ransdaal – Voerendaal – Heerlen-Woonboulevard – Heerlen                                                 | 30 min                                    | Arriva Nederland |

Von Aachen ist Meerssen über die A4 und auf niederländischer Seite weiter über die A76 und A79 zu erreichen.